# 大滝紗緒里
大滝 紗緒里（おおたき さおり、1998年9月12日 - ）は日本の女優。愛知県出身。ZETT所属。2013年11月から2016年10月まで「神楽 紗緒里」名義で、女性アイドルグループ・名古屋CLEAR'Sのメンバーとして活動していた。

## 来歴
2013年にお掃除をコンセプトとしたアイドルグループお掃除ユニットCLEAR'S（名古屋CLEAR'S）のメンバーとして神楽紗緒里の名前でアイドルデビュー。
2015年より東海選抜アイドルユニット7☆3（シチサン）のメンバーも兼任する。2016年10月をもってアイドル活動を終了。
アイドル活動終了後は社会人として介護の職に就いたが女優としてもう一度頑張りたいと思うようになり、2018年10月に大滝紗緒里として東京で活動を再開した。
2018年、「クォンタムメモリーズ」にて初舞台。
2019年、「純血の女王」にて累計舞台公演数100公演に到達。
2020年、「あの日のライオンは咲いていた」にて初主演。
2022年、「赤の女王」にて累計舞台公演数200公演に到達。
2023年、「アサルトリリィ・新章」サングリーズル編『種の最果ての地で』／大島近海ネスト調査隊編『金瘡小草の咲く時』にて
舞台累計公演数300公演に到達。

## 出演

### 舞台
2018年
- アリスインプロジェクト「クォンタムメモリーズ」（2018年10月3日 - 8日、新宿村LIVE） - 別役満智流 役
- アリスインプロジェクト「ドナーイレブン」（2018年12月19日 - 30日、シアターKASSAI） - 蜂屋蒼 役

2019年
- アサルトリリィ×私立ルドビコ女学院×人狼TLPT S「未来への十字架Ⅱ」（2019年2月8日 - 17日、萬劇場） - 栗山・コレッタ・綾菜 役
- オッドエンタテインメント「SECW(School entrance ceremony wars)〜入学式戦争はモノガタリの始まり〜」（2019年4月3日 - 7日、シアターグリーンBIGTREE THEATER） - Wヒロイン 河合衣己 役
- 劇団☆ディアステージ×トキヲイキル「四月の霊」
  - 東京公演（2019年4月26日 - 29日、新大久保・R'sアートコート） - 滝口実香 役
  - 福岡公演（2019年5月23日 - 26日、博多・ぽんプラザホール） - 千葉リサ 役

- 爆走おとな小学生「初等教育ロイヤル」大阪公演（2019年6月20日 - 23日、ABCホール） - 伊藤さん 役
- 五反田タイガー「花街花魁クロニクル」（2019年7月10日 - 15日、草月ホール） - 才谷眞白 役
- SAB-on Produce「ある日の通り雨と共に。」（2019年8月21日 - 25日、新宿村LIVE） - 木島栞 役
- 劇団☆ディアステージ「マジカル・リバース・ワールド2019」（2019年9月26日 - 10月2日、ラゾーナ川崎プラザソル） - 従者リオサー 役
- SEPT ppn「シンデレイル」（2019年11月6日 - 10日、シアターサンモール） - キーウィ 役
- ILLUMMINUS「LUMINABELLA PROGRAM vol.2」（2019年11月22日、コフレリオ新宿シアター） 日替わりゲスト
- 劇団TEAM-ODAC「キクネ〜僕らに出来ること〜」（2019年12月14日、草月ホール） - 美笛 役
- ILLUMMINUS「純血の女王」（2019年12月18日 - 22日、六行会ホール） - エミール 役

2020年
- filamentz×アガリスクエンターテイメント『国府台ダブルス』「いざ、生徒総会」（2020年1月22日 - 27日、新宿村LIVE） - 大滝紗緒里 役
- 剣舞プロジェクト×アリスインプロジェクト「百花繚乱〜Break a leg!〜」（2020年3月11日 - 15日、新宿村LIVE） - 藤堂平助 役
- アリスインプロジェクト「アリスインデッドリースクール永遠」（2020年4月1日 - 2日、新宿シアターブラッツ） - 青池和磨 役
- Monkey Works「グッバイ・エイリアン」（2020年7月8日 - 12日、草月ホール） - 湯上谷晴美 役
- 「あの日はライオンが咲いていた」（2020年9月9日 - 13日、高島平・バルスタジオ） - 主演 綾瀬梢 役
- M-SMILE「渋谷2丁目劇場〜キミに贈る朗読会 ハロウィンSP〜」（2020年10月10日 - 11日、MsmileBOX渋谷）
- フライドボール企画「たんぽぽの雪」（2021年12月17日 - 20日、新宿シアターブラッツ） - ヒロイン 真宮朱子 役

2021年
- トキヲイキル「検温しましょ」東京公演（2021年1月20日 - 24日、上野ストアハウス） - 嶋岡美月 役
- ものづくり計画「知恵と希望と極悪キノコ」（2021年2月23日 - 28日、紀伊國屋サザンシアター TAKASHIMAYA）
- アサルトリリィ×私立ルドビコ女学院 シュベスターの祈り」（2021年5月28日 - 6月6日、シアターグリーン BIG TREE THEATER） - 松永・ブリジッタ・佳世 役
- UDA☆MAP「袴DE☆アンビシャス!」（2021年8月4日 - 6日、シアターグリーン BIG TREE THEATER） - 福平良フミ 役
- アサルトリリィ×私立ルドビコ女学院「シュベスターの秘密」（2021年10月15日 - 24日、ザ・ポケット） - 松永・ブリジッタ・佳世 役

2022年
- ILLUMINUS「赤の女王」（2022年1月29日 - 2月6日、六行会ホール） - セシル 役
- T-gene stage「愛をなくした男」（2022年5月18日 - 22日、すみだパークシアター倉） - マスダアイ 役
- アサルトリリィ×私立ルドビコ女学院「白きレジスタンス〜約束の行方〜」（2022年6月30日 - 7月6日、スペース・ゼロ） - 松永・ブリジッタ・佳世 役
- 「TOKYO COL-CUL COMEDY」（2022年7月17日 - 18日、東京カルチャーカルチャー）
- ILLUMMINUS「女王虐殺」（2022年10月26日 - 30日、六行会ホール） - キティー 役
- ピウス×De-LIGHT「ミライの扉」（2022年11月18日 - 27日、ザ・ポケット） - 青山花子 役

2023年
- 劇団ディアステージ「テイクショットをもう一度」（2023年1月18日 - 22日、シアターKASSAI） - 栗山雪奈 役
- 「TOKYO COL-CUL COMEDY〜GREEN〜」Bグループ（2023年2月23日 - 25日、東京カルチャーカルチャー）
- ILLUMMINUS「女王幻想花劇」（2023年3月22日 - 26日、六行会ホール） - シュラグミューラー/ノン 役
- 合同会社Dostres「あの日はライオンが咲いていた2023」（2023年5月10日 - 14日、シアターグリーン BOXinBOX THEATER） - 主演 綾瀬梢 役
- UDA☆MAP『Dressing Room』第一話「セリフを、合わせろっ！」（2023年6月29日 - 7月2日、ステージカフェ 下北沢亭） - 米津未来 役
- アサルトリリィ×私立ルドビコ女学院「白きレジスタンス〜真実の刃〜」（2023年8月19日 - 23日、大手町三井ホール） - 松永・ブリジッタ・佳代 役
- アサルトリリィ「リリィコレクション2023 御台場女学校 with 私立ルドビコ女学院」（2023年8月26日 - 27日、大手町三井ホール） - 松永・ブリジッタ・佳代 役
- De-LIGHT「ネプテューヌ」（2023年9月28日 - 10月1日、CBGKシブゲキ!!） - ユニ 役
- ピウス『アサルトリリィ・新章』サングリーズル編「種の最果ての地で」（2023年12月19日 - 25日、北千住・シアター1010） - 清家知世 役

2024年
- 劇団ディアステージ「カーリングの女神ちゃん〜ストーンは君を裏切らない〜」（2024年1月26日 - 29日、新大久保・R'sアートコート） - 雪奈 役
- 劇場版公開記念『マーダー★ミステリー～探偵・斑目瑞男の事件簿～』on stage（2024年2月24日）
- 五反田タイガー「ペインティング・バーレスク〜天使がいた場所〜」（2024年2月28日 - 3月3日、六行会ホール） - 主演
- ピウス『アサルトリリィ・新章』サングリーズル編「花々の黄昏」（2024年5月17日 - 22日、かめありリリオホール） - 清家知世 役
- ILLUMINUS「楽園の女王2024」（2024年6月27日 - 30日、六行会ホール） - リリィ 役
- 進戯団 夢命クラシックス×07th Expansion「うみねこのなく頃に〜Stage of the golden Witch〜Episode4」（2024年9月6日 - 9日、こくみん共済 coop ホール/スペース・ゼロ） - 右代宮朱志香 役
- ILLUMINUS「月よ女王に嗤え」（2024年11月28日 - 12月1日、六行会ホール） - リリィ 役

2025年
- HIKE「夢のかけらを歌に乗せたら」（2025年1月8日 - 11日、新宿村LIVE） - 音尾雪子 役
- 進戯団 夢命クラシックス×07th Expansion「うみねこのなく頃に〜Stage of the golden Witch〜Episode5」（2025年2月20日 - 24日、こくみん共済 coop ホール/スペース・ゼロ） - 右代宮朱志香 役
- ピウス「アサルトリリィ・シュツルム」〜サングリーズル編〜（2025年4月25日 - 30日、かめありリリオホール） - 清家知世 役
- Girls Live Action「降臨SOUL～是非ニ及バズ～」（2025年5月21日 - 25日、六行会ホール） - 砂田幸 役

### 映画
- 「ホラーちゃんねる[62]」秋葉原映画祭（2019年1月、監督：大橋孝史） - 関町美果 役
- 「怪奇百物語[63]」
  - 「壱之章」（2019年6月、監督：松本了） - 手塚唯愛 役
  - 「弐之章」（2020年8月、監督：松本了） - 手塚唯愛 役
  - 「伍之章 鎮魂歌〜たましずめのうた〜[64]」（2024年7月12日、監督：松本了） - 上原珠寿 役
- 「ペテン協奏曲[65]」（2024年7月、監督：松本了） - 篠塚多恵 役

### DVD
- 「心霊曼邪羅」シリーズ - レギュラーリポーター（2021年5月、第28回 - 現在）

### WEBTV
- AbemaTV「極楽とんぼKAKERUTV」（2018年11月）
- WALLOP「ブタイウラ放送局」（2024年11月）[66]

### ゲーム
- アサルトリリィ Last Bullet（2022年、松永・ブリジッタ・佳世[67]）

### その他
- スマホアプリ「陰陽師[68][69]」（2018年10月）公式コスプレイヤー - 白童子 役
- フォトテクニックデジタル2019年12月号